# DJ Hype
DJ Hype, de son vrai nom Kevin Ford, est un producteur et disc jockey de drum and bass britannique. Sa chanson Shot in the Dark est classée au UK Singles Chart en 1993.

## Biographie
Kevin Ford est un ancien DJ des chaînes de radios pirates londoniennes Fantasy FM et Jeb FM ; il se popularise à l'international et se retrouve récompensé dans les catégories de meilleur DJ, et meilleur animateur radio (en 1994 et 1995 respectivement) aux Hardcore Awards. Il anime également la radio Kiss 100.
DJ Hype se lance dans la production musicale en 1989 pour les labels Kickin', Strictly Underground et Suburban Base. Son label Ganja Records gagne en popularité grâce à des chansons comme You Must Think First, Tiger Style et Super Sharp Shooter de DJ Zinc. Sa popularité atteint son pic en 1996 avec la publication de l'album Still Smokin', une compilation entre les labels Ganja et Frontline de Pascal. Réédité en 1997, son succès mène à la signature d'un contrat avec Parousia de BMG. Son EP au label, intitulé New Frontiers, avec Ganja Kru, atteint la 56e du UK Albums Chart.
Le 30 mars 2009, Hype publie une compilation au label Rhino Records, intitulée DJ Hype presents Drum and Bass Essentials.

## Discographie
- FabricLive.03
- FabricLive.18 (avec Andy C)
- Dubplate Killaz
- Dubplate Killaz 2: Return of the Ninja
- World Dance - The Drum 'n' Bass Experience (disque 1)
- Drum and Bass Arena Presents: DJ Hype
- Drum & Bass Essentials, compilation mixée par DJ Hype